# کاتکول
پیرو کاته‌شول یا کاته‌شول (به انگلیسی:Pyrocatechol)، نام دیگر یک و دو دی هیدروکسی بنزن، یک ترکیب آلی با فرمول مولکولی C6H4(OH)2 است. ایزومری این ترکیب در حالت ارتو می‌باشد. این ترکیب بی رنگ و به طور طبیعی بسیار کمیاب است. سالانه حدود 20 میلیون کیلوگرم تولید می‌شود. عمدتاً به عنوان پیش ماده برای تولید آفتکش‌ها، طعم‌دهنده‌ها و عطر استفاده می‌شود.